# Lydia Wilson
Lydia Wilson (Queen's Park, 1984) es una actriz británica-estadounidense de cine, teatro y televisión. Desde que se graduó en 2009 de la Real Academia de Arte Dramático ha aparecido en numerosas series de televisión y producciones teatrales como la ganadora del Premio Laurence Olivier Blasted de Sarah Kane en 2010.

## Filmografía

### Cine
| Año  | Título           | Papel                    | Notas        |
| ---- | ---------------- | ------------------------ | ------------ |
| 2010 | Never Let Me Go  | Hannah                   | Debut        |
| 2013 | About Time       | Catherine "Kit-Kat" Lake |              |
| 2013 | Hereafter        | Katcher                  | Cortometraje |
| 2016 | Star Trek Beyond | Kalara                   |              |
| 2018 | Still            | Ella Shelby              |              |
| 2019 | All Is True      | Susanna Shakespeare      |              |

### Televisión
| Año  | Título                          | Papel           | Notas                 |
| ---- | ------------------------------- | --------------- | --------------------- |
| 2010 | Pete Versus Life                | Rachel          | "Fankoo"              |
| 2010 | Midsomer Murders                | Zoe Stock       | "Master Class"        |
| 2010 | Any Human Heart                 | Monday          |                       |
| 2011 | South Riding                    | Muriel Carne    | Papel recurrente      |
| 2011 | The Crimson Petal and the White | Elizabeth       |                       |
| 2011 | Black Mirror                    | Susannah        | "The National Anthem" |
| 2012 | Dirk Gently                     | Jane            |                       |
| 2012 | The Making of a Lady            | Emily Fox Seton | Telefilme             |
| 2013 | Misfits                         | Laura           |                       |
| 2014 | Ripper Street                   | Mimi Morton     | 12 episodios          |
| 2018 | Requiem                         | Matilda         | Seis episodios        |
| 2019 | Flack                           | Eve             | Seis episodios        |